# Lorne Argyle Campbell
Pour les articles homonymes, voir Campbell.
Cet article possède un paronyme, voir Lorne Campbell.
Lorne Argyle Campbell (5 mars 1871-9 avril 1947,) est un homme politique canadien en Colombie-Britannique. Il est député provincial conservateur de Rossland City de 1912 à 1916.
Il est ministre dans le gouvernement de William J. Bowser aux postes de ministre des Mines de décembre 1915 à novembre 1916, ministre des Finances et de l'Agriculture de mars à juin 1916, ainsi que seulement titulaire du portefeuille des Finances de juin à juillet 1916.

## Biographie
Né à Perth en Ontario, Campbell étudie au Perth Collegiate. Employé de la Edison General Electric de Toronto en 1889, il est embauché par la Canadian General Electric (en) en 1891. En 1896, il devient chef ingénieur de la compagnie. 
S'établissant en Colombie-Britannique en 1898, il est engagé par la West Kootenay Power and Light Co.. il travaille aussi comme président de la Cascade Power and Light Co. et de la McGillivray Creek Coal & Coke Ltd. of Alberta.
Caven meurt à Rossland en avril 1947 à l'âge de 76 ans.